# Dongola
Dongola, nombre que actualmente recibe una ciudad de Sudán capital de la wilaya de Ash Shamaliyah ("el norte"). Esta ciudad se originó en la ribera oriental del Nilo y posee una población de 20 000 habitantes (año 2005). Evítese confundir la actual Dongola con la antigua o Vieja Dongola cuyas ruinas se ubican unos 110 kilómetros al sur y en la ribera occidental del Nilo.

## Historia

### El reino de Dongola o Dóngola
Los antiguos egipcios llamaban Iam al territorio kushita en donde se emplazaba Dongola y hasta el Imperio Medio del Antiguo Egipto se confundía la región con todo el Irem. La zona de Dongola fue un territorio independiente hasta el siglo IV. De la unión con el reino de Nobatia surgiría el reino cristiano de Makuria, del cual la vieja ciudad de Dongola fue capital y por tanto el estado fue muchas veces llamado Reino de Dongola, más cuando la Makuria se fragmentó en diversos estados de tipo feudal ante la presión musulmana.
Tal reino fue puesto bajo tributo por los mamelucos egipcios a partir de 1275. En 1315 el soberano Bershambo se convirtió del cristianismo monofisita al islamismo adoptando el nombre Saif al-Din Abdalah, sin embargo fue depuesto por los musulmanes egipcios y el palacio real y la catedral transformados en mezquitas. Poco tiempo después —en 1324— hubo un intento de mantener la independencia dirigido por el antiguo rey Kerembes. En el 1366 el reino de Dongola fue invadido y anexado al Egipto y la ciudad quedó prácticamente deshabitada.
La región de Dongola fue incorporada al sultanato de Sennar fundado por los Funj en 1484.
En 1883 quedó bajo control del Mahdi (Muhammad Ahmed Ibn Abd-Allāh). En 1896 tropas británicas y coloniales egipcias al mando de Kitchener ocuparon el territorio que de este modo pasó a ser parte de un protectorado llamado Sudán Angloegipcio hasta 1956.

## Clima

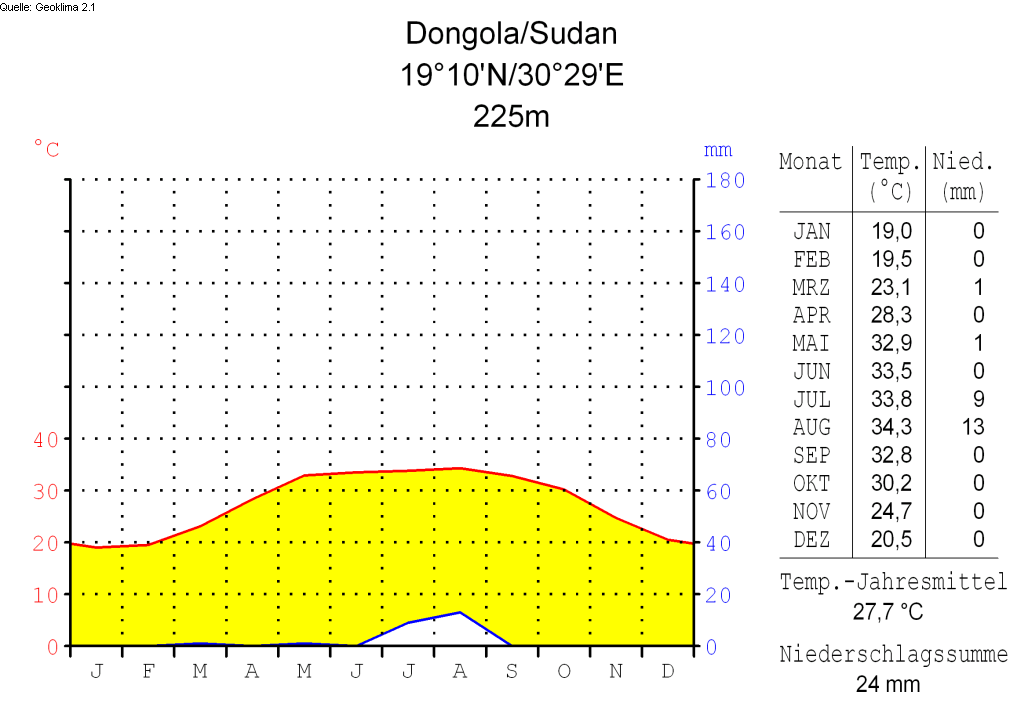
Este gráfico muestra la variación anual de las temperaturas de Dongola.

- Datos: Q821321
- Multimedia: Dongola / Q821321